# Jean Verdier
Jean Verdier PSS (ur. 19 lutego 1864 w Lacroix-Barrez – zm. 9 kwietnia 1940 w Paryżu) – francuski duchowny katolicki, arcybiskup Paryża i kardynał.

## Życiorys
Przyszedł na świat w ubogiej rodzinie. Studiował w seminarium w Rodez. W 1886 wstąpił do Zgromadzenia św. Sulpicjusza (P.S.S.) w Paryżu. Na kapłana wyświęcony 9 kwietnia 1887 w Rzymie. Został wykładowcą seminarium w Perigueux. W latach 1898–1912 był tam rektorem. Od 1912 wykładowca w Séminaire des Carmes w Paryżu. Kanonik honorowy katedry paryskiej od 1923. W latach 1926–1929 wiceprzełożonym zgromadzenia, a od 16 lipca 1929 przełożony generalny Zakonu św. Sulpicjusza.
18 listopada 1929 otrzymał nominację na arcybiskupa Paryża. Sakry udzielił osobiście papież Pius XI w Kaplicy Sykstyńskiej. Miesiąc po nominacji otrzymał kapelusz kardynalski z tytułem kardynała prezbitera S. Balbinae. Był zdecydowanym przeciwnikiem faszyzmu. Władał biegle językami włoskim i niemieckim. Pochowany w katedrze Notre-Dame.